# ケプラー1701b
ケプラー1701bとは、地球から約1904光年離れた場所に位置する恒星 ケプラー1701 の周囲を公転している太陽系外惑星である。KOI-4054 bや2MASS J19062613+4153216 b、WISE J190626.12+415321.5 bとも呼称される。

## 概要
| 地球 | ケプラー1701b |
| ---- | ------------- |
| 地球 | Exoplanet     |

ケプラー1701bはケプラー宇宙望遠鏡によるトランジット法を用いた観測で発見され、2020年8月にケプラーの観測データの中から存在が確認された50の惑星の中に含まれていた惑星である。公転周期は約169日。地球の約2倍の大きさを持つ海王星型惑星とされている。

## 居住可能性
ケプラー1701bの表面温度は275ケルビン（1.85℃）であり、楽観的に居住可能な惑星としてリストされている。そこには、地球型惑星以外の惑星や表面に液体の水を維持することのできる可能性の低い惑星が記載されている。ケプラー1701bの地球類似性指標（ESI）は0.71である。